# Eisenacher Straße (metrostation)
Eisenacher Straße is een station van de metro van Berlijn, gelegen onder de Grunewaldstraße, tussen de Eisenacher Straße en de Schwäbische Straße, in het Berlijnse stadsdeel Schöneberg. Het station werd geopend op 29 januari 1971 en is onderdeel van lijn U7.
Station Eisenacher Straße heeft een eilandperron en werd net als de andere stations op het in 1971 geopende deel van de U7 ontworpen door Rainer Rümmler. De wanden zijn bekleed met platen van asbestcement, zoals die ook in de stations Bayerischer Platz en Walther-Schreiber-Platz zijn aan te treffen. De groene kleur van deze platen verwijst naar de bosrijke omgeving van de stad Eisenach, waaraan het station zijn naam dankt. Het zachtgele dak, ondersteund door geel betegelde zuilen, is tweemaal gewelfd en reflecteert de belichting van onderaf.